# راندي فارمر
راندي فارمر (بالإنجليزية: Randy Farmer)‏ هو مصمم أمريكي، ولد في 16 أكتوبر 1961 في نيوجيرسي في الولايات المتحدة.